# Ваидов, Рагим Меджид оглы
Рагим Меджид оглы Ваидов (азерб. Rəhim Məcid oğlu Vahidov: 15 декабря 1914, Агдаш, Кавказское наместничество — 1994, Баку) — азербайджанский советский археолог, кандидат исторических наук, исследователь древних и раннесредневековых памятников Мингечевира, Торпаккалы, Гявуркалы и др.

## Биография
Рагим Ваидов родился 15 декабря 1914 года в селе Учковах Арешского уезда Елизаветпольской губернии. Среднее образование получил в школе родного села. Затем прошёл курсы железнодорожного машиниста в Баку, после чего некоторое время работал в железнодорожном депо в Гяндже.
В 1935—1936 гг. работал учителем в школе села Быгыр Гёйчайского района. С 1937 по 1941 год учился на историческом факультете Азербайджанского государственного университета. В годы Великой Отечественной войны был командиром роты ПТР 3-го стрелкового батальона 840-го стрелкового полка 402-й дивизии и имел звание лейтенанта. Был награждён медалями «За победу над Германией» и «За оборону Кавказа».

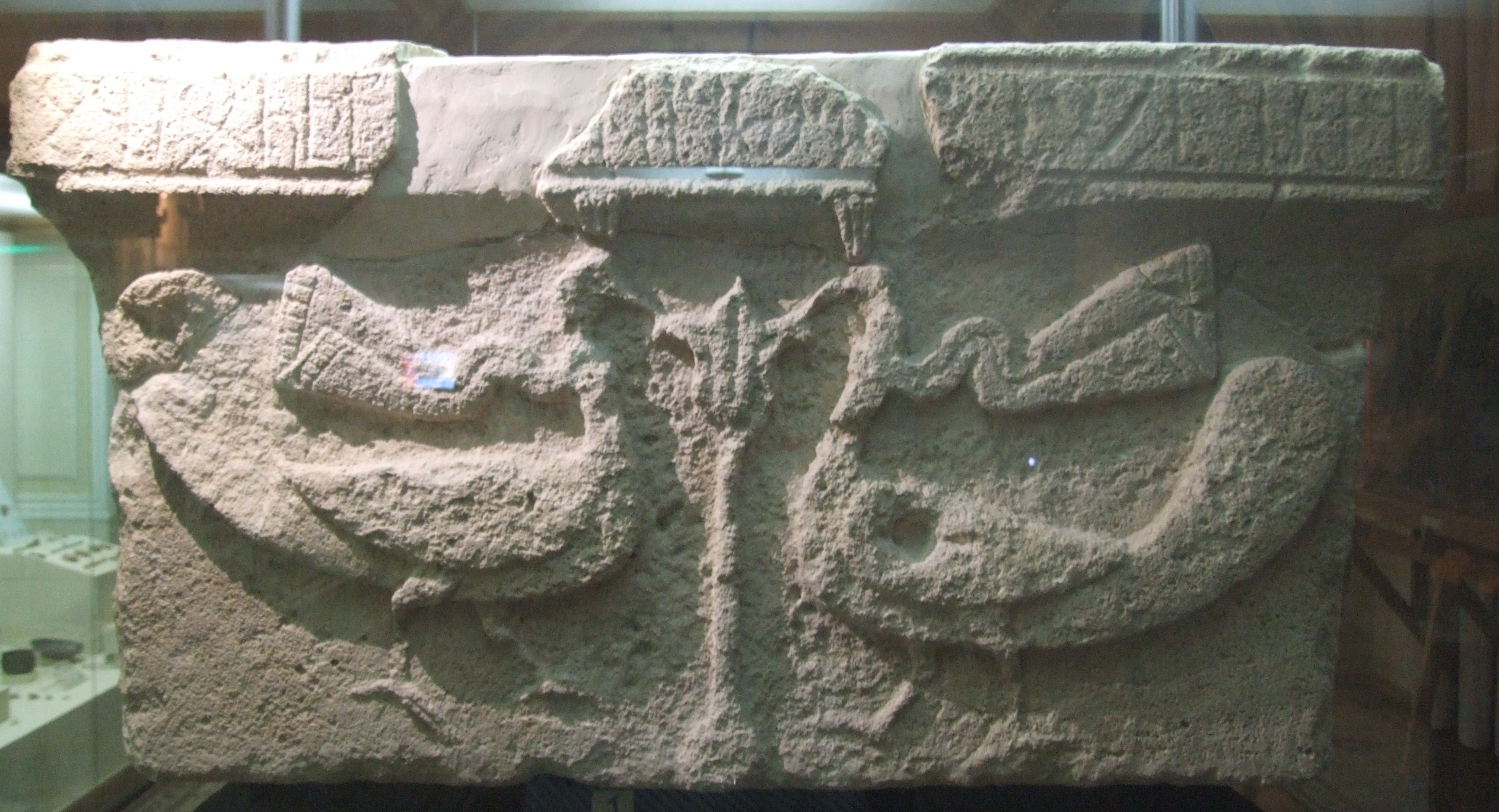
Камень с албанской надписью, обнаруженный Ваидовым на территории городища Судагылан. Музей истории Азербайджана, Баку

После войны начал работать в Музее истории Азербайджана. С 1946 по 1953 год Ваидов был директором фонда отдела археологии Музея истории Азербайджана. В 1946 году, когда была организована археологическая экспедиция в Мингечаур, Ваидов был также привлечён к работам в качестве заместителя руководителя экспедиции Салеха Казиева. В ходе экспедиции в 1948 году на территории городища Судагылан Ваидовым в числе прочего был обнаружен камень с албанской надписью.
В 1953 году Рагим Ваидов был переведён в Институт истории АН Азербайджанской ССР в качестве младшего научного сотрудника. С этого времени под руководством Ваидова были организованы научные экспедиции в Гявуркала, Торпаккала, на Аракс, Шеки-Закатальский регион, выявлены ценные образцы материальной культуры.
В конце 1950-х гг. Р. М. Ваидов при раскопках на холме Гявуркала в Агдамском районе выявил однонефный монументальный христианский храм, а также погребения в каменных ящиках и саркофагах VIII—X вв. Также Ваидов установил, что Торпаккала в Кахском районе представляет собой остаток большого поселения с разновременными бытовыми памятниками, которые датируются первыми веками до н. э. до XIV—XV вв. В марте 1964 года Ваидов на научной сессии Института истории АН Азербайджанской ССР, посвящённой итогам археологических исследований в Азербайджане в 1962—1963 гг., выступил с докладом об исследовании Торпаккалы на берегу реки Алазань, указав, что начиная с 1959 года на Торпаккале вскрыт ряд интересных комплексов, имеющих важное значение для изучения истории и культуры Кавказской Албании.
В 1960 году Ваидов защитил кандидатскую диссертацию на тему «Мингечаур в III—VIII вв.» В 1965 году стал директором отдела археологии Института истории АН Азербайджанской ССР, с 1972 года был директором отдела археологии средних веков, а с 1975 года — отдела археологии раннесредневекового периода.
В 1974 году Ваидов был одним из организаторов сектора археологии и этнографии Академии наук Азербайджана. Также Рагим Ваидов являлся членом научного совета в редакции по истории Азербайджана Азербайджанской Советской Энциклопедии, автором многих статей в энциклопедии по истории Азербайджана античного периода и средних веков.

## Критика и рецензии
Историк Тофик Мамедов отмечает, что Р. М. Ваидов в своих работах исследует христианство, торговлю, ремесла и другие стороны жизни населения раннесредневекового Мингечаура, основываясь на археологических материалах. По словам историка Али Сойбата Сумбатзаде, в книге Ваидова «Мингечаур в III—VIII вв.» нашли своё отражение результаты проводимых Ваидовым в Мингечауре раскопок. Большое место в этой работе, как отмечает Сумбатзаде, занимают описание и анализ раннесредневековых поселений и остатков материальной культуры, а также албанские надписи, значение которых, по словам Сумбатзаде, исключительно велико. З. Н. Бадалова в своей статье «О некоторых орудиях прядения в Кавказской Албании» пишет, что в работе Ваидова «Мингечаур в III—VIII вв.» содержится ценный фактический материал и сведения об орудиях текстильного производства.
Археологи Идеал Нариманов и Зелик Ямпольский в своей рецензии на совместный труд Ваидова, Асланова и Ионе «Древний Мингечаур (эпоха энеолита и бронзы)» отмечают, что данная книга содержит факты и обобщения, связанные с древнейшей частью мингечаурского археологического комплекса, и что в ней впервые сведён, систематизирован и проанализирован огромный материал эпохи энеолита и бронзы, добытый в Мингечауре. По словам критиков, данная книга имеет большое научное значение для археологии Азербайджана и всего Кавказа.

## Память
Памяти Рагима Ваидова посвящена книга его дочери Хумар Ваидовой «История города Ордубад в XIX — начале ХХ вв» (Баку, 2007).

## Некоторые работы
- Средневековый храм в Мингечауре // Материальная культура Азербайджана. — 1951. — Т. II. (в соавторстве с В. П. Фоменко)
- Археологические работы в Мингечауре в 1950 году // Краткие сообщения Института истории материальной культуры. — 1952. — Вып. 46.
- Раннесредневековое городище Судагылан // Краткие сообщения Института истории материальной культуры. — 1954. — Вып. 54.
- Археологическая характеристика эпиграфических памятников Мингечаура (азерб.) // Известия Академии наук Азербайджанской ССР. — Баку, 1958. — No 4.
- Фрагмент глиняного подсвечника с албанской надписью // Известия Академии наук Азербайджанской ССР. — Баку, 1958. — № 4.
- Древний Мингечаур: (Эпоха энеолита и бронзы). — Баку, 1959. (в соавторстве с Г. М. Аслановым и Г. И. Ионе)
- Мингечаур в III—VIII вв. (по материалам археологических раскопок) (азерб.). — Баку, 1961.
- Археологические раскопки в Гяур-Кала (азерб.) // Материальная культура Азербайджана. — 1965. — C. IV.
- Первые итоги археологическмх работ в Топраккале (азерб.) // Материальная культура Азербайджана. — Баку, 1965. — C. VI.
- Великий Октябрь и развитие археологической науки в Советском Азербайджане // Известия Академии наук Азербайджанской ССР. — Баку, 1967. — № 3—4. (совместно с И. Г. Наримановым)
- Развитие археологической науки в Советском Азербайджане // Советская археология. — 1967. — № 4. (совместно с И. Г. Наримановым)
- Новый памятник архитектуры Кавказской Албании // Археологические открытия 1971 г.. — М., 1972. (совместно с К. М. Мамедзаде и Н. М. Гулиевым)
- Городище Таузское Торпаггала // Итоги полевых археологических и этнографических исследований 1972 г. в Азербайджане. — Баку, 1973. (совместно с Н. М. Гулиевым)
- Видный учёный [К 70-летию со дня рождения и 40-летию науч. деятельности И. М. Джафарзаде] // Материальная культура Азербайджана. — 1973. — Т. VII.
- Развитие археологической науки в Азербайджане в 1945—1965 гг. // Материальная культура Азербайджана. — 1973. — Т. VII. (в соавторстве с И. Г. Наримановым)
- Новые находки каменных баб в Азербайджане // Археологические открытия 1973 г.. — М., 1974. (совместно с Р. Б. Геюшевым и Н. М. Гулиевым)
- О тождестве городища Торпаггала и города Хунана // Археологические памятники феодальной Грузии. — Тбилиси, 1974. — Т. II. (совместно с Н. М. Гулиевым)
- Работы Таузского отряда // Археологические открытия 1976 г.. — М., 1977. (совместно с Н. М. Гулиевым и Э. А. Гасымовым)
- Раскопки на участке III городища Торпаггала // Археологические открытия 1977 г.. — М., 1978. (совместно с Н. М. Гулиевым)
- Археологические работы Таузского отряда в 1975 г. // Археологические и этнографические изыскания в Азербайджане (1975). — Баку, 1978. (совместно с Н. М. Гулиевым и Э. А. Гасымовым)
- Раскопки на городище Торпаккала // Археологические открытия 1978 г.. — М., 1979. (совместно с Р. Б. Геюшевым и Н. М. Гулиевым)
- Керамические печи Торпаккала // Материальная культура Азербайджана. — Баку, 1980. — Т. IX.
- Эпиграфические памятники Кавказской Албании. — Баку, 1985.
- Раскопки в долине р. Пирсаат // Археологические открытия 1984 г.. — М., 1986. (совместно с Ш. С. Ахмедовым)
- Работа Пирсаатчайского отряда // Археологические открытия 1985 г.. — М., 1987.
- Шемахинская экспедиция // Археологические открытия 1986 г.. — М., 1988. (совместно с А. Б. Нуриевым)